# Enrique Martí Jara
Enrique Martí Jara (Alpera, 10 de enero de 1890-Madrid, 16 de agosto de 1930) fue un jurista y profesor español, catedrático de derecho administrativo en las universidades de Santiago y Salamanca y de derecho político en la de Sevilla. Amplió estudios entre Londres y París y, con la orientación de Adolfo Posada, se especializó en derecho municipal, así como en el derecho constitucional de la posguerra. Fue públicamente conocido, ante todo, por su militancia política en las filas de la izquierda republicana española, llegando a ocupar la secretaría de la Junta Nacional de Alianza Republicana. José Giral afirmaba que a él se debía la vuelta a la política de Manuel Azaña en los años de la dictadura. Debido a su prematuro fallecimiento, Luis Bello lo definió como «un hombre de la Revolución que no llegó a verla triunfar».

## Biografía
Nació el 10 de enero de 1890 en la localidad albacetense de Alpera, hijo de José Joaquín Martí Arnedo, natural de Alpera y de profesión médico cirujano, y de Ignacia Jara Teruel, natural de la villa valenciana de Ayora. Era nieto por línea paterna de José Martí Gil y de Josefa Arnedo García, naturales de Alpera, difuntos al momento de nacer, y por la línea materna de Rafael Jara Núñez, natural de Ayora, y de Rafaela Teruel Martínez, natural de la localidad valenciana de Bicor, también fallecidos cuando nació. No llegó a contraer matrimonio. Tuvo tres hermanos, uno, de nombre Ignacio, fue capitán de artillería, falleció el 1 de enero de 1927, otra, de nombre Rafaela, falleció también prematuramente el 9 de abril de 1928, y la tercera se llamaba Clementina, casada con Federico Pozuelo. También su progenitor murió joven, en diciembre de 1912.
A principios de 1917, aparece en la prensa como asistente al banquete que tuvo lugar en el hotel Palace de Madrid para celebrar el segundo aniversario del semanario España, en el que pronunció un discurso de bienvenida Miguel de Unamuno de clara tendencia aliadófila. En junio de 1919 aparecía en el diario republicano El País entre los donantes para financiar un relieve en homenaje a Pedro Dorado Montero. En noviembre de ese mismo año, suscribía, junto a Miguel de Unamuno, Demófilo de Buen y José Giral, entre otros, una carta al director de El Sol en queja pública por haberle impedido el gobernador civil de Salamanca realizar un mitin. El 5 de marzo de 1922, junto –entre otros– a Augusto y Camilo Barcia, Luis Araquistain, Fernando de los Ríos, Américo Castro, Eduardo Ortega y Gasset, Demófilo de Buen, Manuel Pedroso, Álvaro de Albornoz, Pablo de Azcárate, Francisco Rivera Pastor, Manuel García Morente, Tomás Elorrieta, Blas Ramos y Manuel Azaña, suscribía un manifiesto aparecido en prensa progresista (La Libertad, El Sol…) donde el grupo de firmantes se dirigía «a todos sus compatriotas de alma liberal, para invitarles a constituir en nuestro país, con la amplitud y la eficacia debidas, la Liga de los Derechos del Hombre», iniciativa que consideraban indispensable tras «tres años de una permanente suspensión de garantías, que equivale a la derogación hipócrita y cobarde de la Constitución del Estado». Y fue, a su vez, firmante del manifiesto del profesorado español en favor de la libertad de cátedra aparecido en los medios en abril, también de 1922. Estas noticias permiten apreciar su inscripción en círculos intelectuales y académicos liberales, democráticos, republicanos y socialistas.
En julio de 1921 se le quiso involucrar en la preparación de un atentado en Madrid, el de «la calle Santa Águeda» contra el «señor Garcilaso». Diversos diarios, con fecha 11 de julio, daban la noticia de que, cuando se dirigía al domicilio de la Escuela Nueva, había sido detenido por la policía junto a un exdiputado socialista, señor Anguiano, y conducido al Ministerio de la Gobernación, acudiendo esa misma tarde el secretario del Ateneo para pedir su libertad, pues su presencia en Madrid estaba justificada por asistir como miembro de un tribunal de oposiciones. Fue liberado el mismo día. Se estaban efectivamente realizando registros en la Escuela Nueva, de la que él sería director, y detenciones de algunos miembros de su personal.
Fue secretario de Alianza Nacional Republicana (al menos de 1928 a 1930; en el último año su cargo era concretamente el de «secretario de la Junta Nacional de Alianza Republicana»). Como tal estuvo organizando el mitin de la plaza de toros del 25 de mayo de 1930. A la fecha de fallecer formaban dicha Junta Nacional Manuel Azaña, Roberto Castrovido, José Giral, Alejandro Lerroux, Antonio Marsá y él mismo. Según recordaba el periodista republicano Luis Bello, «Martí Jara inició, con Giral y con Marsá, la Alianza Republicana». Aunque sus inicios fueron socialistas, pronto se incorporó al círculo de la Escuela Nueva. Según José Giral, en notas que transcribía Bello en su semblanza, junto a él mismo y Demófilo de Buen se habían opuesto en Salamanca al «caciquismo del célebre Diego Martín Veloz».

Nuestra adhesión a D. Miguel [de Unamuno] determinó que Enrique y yo –contaba Giral– organizásemos una suscripción para cubrir sus haberes cuando fué confinado en Fuerteventura. Esto nos arrancó la enemiga tenaz de Martínez Anido, que pagamos con nuestra estancia en la cárcel en noviembre de 1927. También organizamos una protesta, que entregamos personalmente Enrique y yo a Primo de Rivera, con más de quinientas firmas de todo el profesorado de valía y las personas más destacadas de la intelectualidad española […] La organización del célebre banquete de Escuela Nueva el 11 de febrero de 1926 fué obra también muy suya. A Martí Jara se debe principalmente el haber logrado sacar de su retiro a Azaña y llevarlo a la política nuevamente. Constituímos primero un grupo de ateneístas en 1924, Araquistain, Azaña, Pérez de Ayala, Asúa, Marañón, Teófilo Hernando, Honorato de Castro, Martí Jara y yo formamos la primera ‘novena’, que luego se fue extendiendo. El grupo fracasó al año de constituído. Entonces nos dirigimos a todos los jefes republicanos para unirnos (1925), y así nació Alianza Republicana.

Falleció en Madrid la madrugada del 16 de agosto de 1930. En el obituario de El Heraldo de Madrid, «Enrique Martí Jara, el catedrático republicano, fallece esta madrugada» (16-VIII-30), se lee:

Una enfermedad rápida [peritonitis] y una operación quirúrgica inevitable, y de fatal resultado, han terminado con una vida joven, llena de vigores físicos e intelectuales, que prometía grandes frutos […] Militó en el partido republicano, donde su labor era muy eficaz, y su intervención muy prestigiosa. Uno de los valores más destacados del liberalismo español […] Han destacado hoy por la casa del Sr. Martí Jara infinidad de personas, amigos y correligionarios del finado, que eran lo más destacado de la izquierda liberal republicana. Entre ellos, recordamos al presidente del Ateneo, D. Manuel Azaña […].

Y en el publicado el mismo día por La Libertad se le calificaba como «Uno de los valores más destacados del joven liberalismo español, y su valentía en el pensar le hacía figurar en las más avanzadas del librepensamiento y la masonería». El Sol lo presentaba como «prestigioso político de izquierdas, que ha intervenido en toda la actuación de estos últimos tiempos para crear en el país una sólida organización democrática». El entierro, que tuvo lugar en la catedral de la Almudena al día siguiente de su fallecimiento, fue «concurridísimo». El 12 de mayo de 1931, la junta general de Acción Republicana acordaba rendirle tributo con un acto en la Casa de Campo, frente a su tumba.

## Formación
El 21 de junio de 1906 superó los ejercicios del grado de bachiller en el instituto de Alicante con la calificación de sobresaliente en el primero y de aprobado en el segundo. En el curso 1906/07 completó el año preparatorio de la facultad de derecho en la Universidad de Valencia, trasladándose al curso siguiente a la Universidad de Madrid, donde, entre los cursos 1907/08 a 19019/11, superó las asignaturas correspondientes al periodo de licenciatura en derecho, obteniendo en todas las materias sobresaliente o notable y tres matrículas de honor.
El 23 de junio de 1912 obtuvo el grado de licenciado en Derecho por la Universidad de Madrid tras superar los ejercicios correspondientes con la nota de sobresaliente y premio. Al curso siguiente, 1911/12, asistió al seminario de derecho civil organizado por Felipe Clemente de Diego en el Centro de Estudios Históricos y completó el periodo de doctorado en la Universidad Central, cursando como optativa la asignatura de derecho municipal comparado, en la que obtuvo sobresaliente con matrícula de honor. Es posible que los estudios de ampliación que de inmediato llevaría a cabo en el extranjero se debieran, por tanto, a la orientación del catedrático de esta asignatura de doctorado, Adolfo Posada.
Entre 1912 y 1914 pasó quince meses entre París y Londres, pensionado por la Junta para la Ampliación de Estudios, con el fin de estudiar la organización y gobierno de los grandes municipios, y especialmente en ellos el desarrollo de la municipalización de servicios. En su solicitud de pensión a la Junta, suscrita el 8 de febrero de 1912, planeaba del siguiente modo su estancia: pedía «de 5 a 8 meses, a empezar en 1 de julio próximo, tiempo que distribuirá de la siguiente forma:
1.º: 2 meses o tres en París estudiando los servicios municipales de la gran ciudad, y asistiendo a las cátedras de la Facultad de Derecho de aquella Universidad, principalmente al curso de Derecho Administrativo de Mr. Barthélemy y a los cursos de Administración de la École Libre de Sciences Politiques.
2.º: 3 meses en Londres para orientarse en el conocimiento del régimen local inglés, asistiendo especialmente á los cursos The London School of Economics and Political Science, principalmente a los de la Sección de Política, entre los que figuran, según un programa reciente, varios sobre Constitución inglesa de Mr. Wallas, Lord Smith y alguno sobre Régimen Local de Mr Loy Smith y Schloesser y al seminario de Mr. Webb y Smith.
3.º: El resto del tiempo para estudiar prácticamente la municipalización de servicios en Glasgow, Liverpool y de ser posible Mánchester».
Una vez estimada su solicitud, dio comienzo a la estancia el 25 de octubre, día en que marchó a París, donde residiría los siguientes cuatro meses. Tuvo, sin embargo, que regresar a Alicante a fines de diciembre por encontrarse su «padre gravísimo», tal y como notificaba al secretario de la Junta, José Castillejo. Regresó a París a fines de enero de 1913 y estaría allí hasta marzo. En la descripción que de esta parte de su estancia se hace en las memorias de la Junta se lee lo que sigue: «En París asistió a cursos y lecturas sobre derecho administrativo en general y particularmente en lo que hace referencia al gobierno local: cursos de Barthélemy, Geouffre de Lapradelle, Jéze y el seminario de Bemot sobre historia del municipio francés. Visitó los servicios municipales de París y asistió al Congreso de alcaldes de Francia celebrado en noviembre de 1912.
A mediados de marzo de 1913 ya se encontraba residiendo en Londres para comenzar a asistir a las clases de la London School desde primero de abril. Según las memorias «en Londres estudió en la biblioteca del Museo Británico y en la Escuela de Economía y Ciencias Políticas, asistió a los cursos de Smith y Wallas (Gobierno local) y Webb (Industrialismo). Estudió también los servicios del Condado de Londres».
En su expediente de la Junta de Ampliación figura una carta de Adolfo Posada, suscrita el 19 de abril de 1913, recomendando efusivamente la prórroga de su pensión, para que pudiese continuar sus estudios. El 10 de mayo era el propio Martí Jara quien, desde Londres, solicitaba la prórroga por nueve meses por haber sido «demasiado corto el plazo de pensión para llevar a cabo sus trabajos». A primeros de agosto, aún sin saber si le era concedida la prórroga, Martí Jara, previa notificación a la Junta, suspendió sus trabajos para regresar a España con idea de estar junto a su familia un par de meses.
Finalmente, por orden del 24 de enero de 1914, se le prorrogó la pensión por nueve meses, y continuó residiendo en la capital inglesa. Se desconoce el momento exacto en que regresó, si en octubre de 1913, tal y como tenía planeado, o tras la concesión de la prórroga, o si quiera si regresó, pues en su expediente de la Junta figura una carta suya, fechada el 21 de enero de 1914, en la que alude ya a los trabajos sobre ordenanzas municipales en el Instituto de Reformas Sociales que se referirán seguidamente y, curiosamente, a la «guerra europea» que le ha hecho interrumpir su pensión. En la descripción de su estancia indica, sin embargo, que continuó asistiendo a los cursos mencionados de la London School «asesorado y dirigido por el miembro del Consejo del Condado de Londres, M. Claremont, y consiguió autorización del secretario Sir Lawrence Gomme para visitar los servicios municipales de Londres. Fijó principalmente su atención en los de tranvías, construcción de casas baratas, casas para obreros, de refugio, para los sin trabajo […] procurando formar una idea del complejísimo trabajo que supone la técnica de una urbe moderna, siguiendo para ello el plan que en la visita a los servicios municipales de París había formado y que la experiencia le aconsejaba, consistente en unir a las explicaciones de los directores de servicios la visita personal a los establecimientos para conocer en lo posible su funcionamiento».
Como fruto de su estancia en París envió una memoria, más abajo indicada, y de su estancia en Londres otras dos, una de ellas sobre el gobierno de la ciudad inglesa, que debió valorarla Adolfo Posada para certificar su suficiencia. En su nota de valoración apreciaba el trabajo de Martí Jara y lo consideraba publicable con leves modificaciones. Sería, como seguidamente se verá, su trabajo doctoral.
Como no pudo disfrutar de la prórroga de su pensión en 1914, la Junta, a modo de compensación, y previa solicitud suya, le otorgó una beca para que prosiguiese sus estudios en el Centro de Estudios Históricos, «para que –según indica la memoria correspondiente–, aprovechando una gran colección de ordenanzas municipales existente en el Instituto de Reformas Sociales, preparase la publicación de un estudio sistemático donde se reflejaría el derecho y la vida municipal españoles en el siglo último». Dirigía sus indagaciones Adolfo Posada y, a su vez, Martí Jara coordinaba los trabajos de varios estudiantes de la asignatura de derecho municipal.
El 12 de mayo de 1915 obtuvo el grado de doctor en derecho por la Universidad Central con la calificación de sobresaliente con premio extraordinario. Defendió su tesis doctoral sobre "El gobierno de la ciudad inglesa" ante un tribunal formado por Rafael de Ureña (presidente), Joaquín Fernández Prida, Leopoldo Palacio y Rivera y un tal Pastor de secretario. A la oposición al premio extraordinario, celebrada en el Museo Laboratorio de Rafael de Ureña, concurrieron también José Fornés y Quadras, Demófilo de Buen, Julián de Reparaz y Astein y Leopoldo García Alas, y consistió en el desarrollo del tema, extraído a la suerte, titulado «Concepto de autonomía jurídica. En qué esferas, para qué sujetos y con qué amplitud la reconoce el derecho español», que los aspirantes debieron elaborar en cuatro horas de encierro. El tribunal resolvió conceder los premios a Demófilo de Buen y al propio Martí Jara.
En 1915 y 1916 prosiguió con su trabajo de recopilación y sistematización de las ordenanzas municipales, becado durante un periodo de tres meses por la Junta de Ampliación de Estudios. Según indican las memorias del citado organismo: «La preparación para hacer oposiciones a una cátedra obligó al señor Martí Jara a suspender su trabajo, del cual quedó hecha una buena parte, para publicarse en cuanto el autor pueda reanudar su labor. Don Adolfo Posada, jefe de la sección correspondiente del instituto, facilitó para ello las ordenanzas y añadió, además, generosamente su colaboración y la de algunos de sus discípulos de la Universidad desde noviembre de 1914. Para manejar la gran masa de más de 4000 ordenanzas se eligieron primero algunas típicas, de regiones diferentes, haciendo sobre ellas un cuestionario amplio. Con él, como base para agrupar las notas, vino luego la paciente labor de leer las ordenanzas, llevando referencias de cada una al cuestionario y haciendo de ella, además, una papeleta indicadora de las condiciones del pueblo en que rige, fecha, etc. Bien pronto hubo que subdividir el trabajo, ordenándolo por regiones. Quedó terminada la labor de León y en curso las provincias Vascongadas y Andalucía. Es probable que, para la publicación, se comience con monografías de ciertas instituciones, para lo cual el señor Martí Jara prepara una sobre el concejo abierto en las ordenanzas de la región leonesa».
El 25 de febrero de 1919, siendo ya catedrático de derecho administrativo en Salamanca, solicitaba a la Junta una pensión de un año para estudiar entre Francia e Inglaterra el tema Los problemas políticos y administrativos de la posguerra. Adjuntaba a la solicitud el programa de estudios que tenía previsto seguir. Esta vez la pensión no le fue concedida, pero, en abril de 1920, estando ya en Sevilla, solicitó que se tuviese por presentada su solicitud a la nueva convocatoria. Le debió de responder personalmente por carta José Castillejo, exponiéndole los motivos por los que la Junta no podría hacerse cargo de la nueva pensión, ya que se conserva su carta de respuesta, escrita en agosto, aceptando la decisión y rogando se le tuviese en cuenta en caso de que algún pensionado renunciase a última hora.
Finalmente, en 1922, se resolvió a marchar por sus propios medios a Alemania, con la autorización del claustro de la Universidad de Sevilla. Desde mediados de julio se encontraba residiendo en Berlín, pero, eliminado el breve régimen de autonomía universitaria, dejó de tener vigencia la autorización del claustro, por lo que, en 20 de septiembre, solicitaba a la Junta el reconocimiento oficial de la condición de pensionado, que obtuvo por resolución de 26 de septiembre, ratificada por real orden de 9 de octubre. Se le reconocía, en concreto, como pensionado, durante tres meses, de octubre a diciembre, en Alemania para estudiar la nueva organización político-constitucional del país. A su solicitud le acompañó nuevamente la carta de recomendación de su maestro, Adolfo Posada, dirigida a José Castillejo.

## Carrera académica
Poco después de doctorarse, el 30 de septiembre de 1915, solicitó tomar parte en los ejercicios de oposición para proveer la cátedra de derecho político español comparado con el extranjero vacante en la Universidad de Sevilla. El 27 de abril de 1917 hizo lo propio con la oposición a la cátedra de derecho administrativo vacante en la Universidad de Valencia. Y el 10 de julio del mismo año solicitaba participar en las oposiciones para proveer la cátedra de derecho administrativo vacante en la Universidad de Santiago, suplicando al ministerio que, toda vez que también se hallaba convocada a oposición libre entre doctores la misma cátedra en Valencia, se unificasen los ejercicios de ambas, cosa que finalmente aconteció. Por último, el 2 de septiembre de 1917, solicitó de nuevo concurrir a ejercicios de oposición, esta vez para proveer la cátedra de derecho político vacante en la Universidad de Murcia.
El 13 de abril de 1918 era nombrado, en virtud de la oposición citada, catedrático de derecho administrativo de la Universidad de Santiago (la cátedra de Valencia la ganó Luis Jordana de Pozas). Tomó posesión el 11 de mayo, pero ante el rector de la Universidad Central, algo que para lo que había solicitado autorización el anterior 20 de abril esgrimiendo razones de salud.
El 27 de junio de 1918 solicitó ser admitido a los ejercicios de oposición para proveer la cátedra de política social y legislación comparada del trabajo vacante en la Universidad Central.
Por real orden del 31 de agosto de 1918 se le autoriza para no encargarse de la cátedra de Santiago hasta comienzo del curso siguiente, es decir, hasta primeros de octubre, algo que había solicitado el 16 de mayo, nada más tomar posesión, a fin de poder ocuparse de ciertos «asuntos particulares» en Madrid. Finalmente, el 24 de septiembre de 1918, se incorporaba a la Universidad de Santiago para tomar parte en los exámenes.
El 28 de enero de 1919 fue nombrado, en virtud de concurso previo de traslación, del cual fue el único aspirante, catedrático de derecho administrativo de la Universidad de Salamanca. Tomó posesión el 7 de marzo. En este centro acumuló la enseñanza de derecho político «por ausencia justificada del Catedrático titular».
El 21 de septiembre de 1919 solicitó tomar parte en las oposiciones para proveer la cátedra de derecho internacional vacante en la Universidad Central.
El 9 de marzo de 1920 solicitó participar en el concurso previo de traslado para proveer la cátedra vacante de derecho político en la Universidad de Sevilla alegando la «indudable analogía» entre las cátedras de político y administrativo. Fue el único aspirante y la real orden de 24 de mayo de 1902 ya había declarado análogas, para estos efectos, ambas materias, con lo cual, el 14 de abril de 1920, en virtud de dicho concurso, resultaba nombrado titular de la cátedra de derecho político de la Universidad de Sevilla, tomando posesión el 28 de mayo.
El 19 de octubre de 1923, tan solo unos días después del golpe de Estado, «necesitando ineludiblemente ausentarse por asuntos particulares de Sevilla, y no pudiendo por lo tanto seguir, durante un periodo mayor de un mes, en el normal desempeño de su cátedra», Martí Jara solicitó una licencia de tres meses o la excedencia voluntaria. Se trataba, muy probablemente, de una reacción a la instauración de la dictadura. El 26 de octubre, denegándosele la licencia, se le concedía el pase a la situación de excedente voluntario sin sueldo, amortizándose su puesto en el escalafón.
Durante los directorios permaneció en dicha situación de excedencia, aunque, como seguidamente se apreciará, durante este periodo fue director de la Escuela Nueva y estuvo activo como escritor en materia jurídico-política, con clara orientación democrática y contraria al régimen dictatorial vigente. Poco después de dimitir el general Primo de Rivera, el 13 de marzo de 1930, solicitó desde Madrid el reingreso a la cátedra. Estando entonces vacante la de derecho administrativo de la Universidad de Salamanca, por fallecimiento de su titular, se le nombró titular de la misma el 26 de marzo. Se desconoce si llegó a tomar posesión de la cátedra para la que había sido nombrado, pues falleció cuatro meses después, el 16 de agosto, estando aún en Madrid.

## Otras actividades y méritos

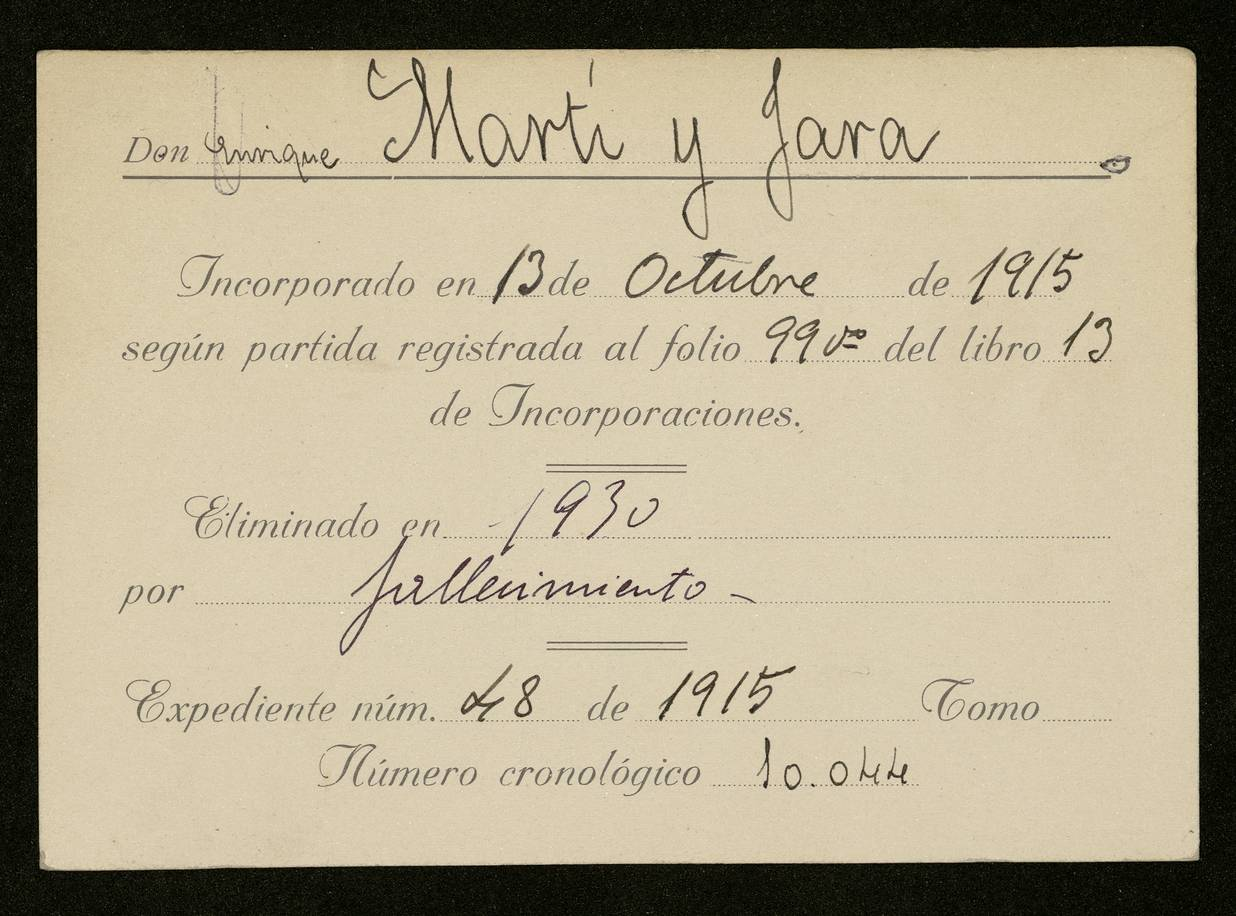
Ficha de Enrique Martí Jara en el Ilustre Colegio de la Abogacía de Madrid

Mayo-julio de 1918. El comisario general de abastecimientos le propone para que preste sus servicios en dicha comisaría. El claustro de la facultad de derecho de Santiago y el Consejo de Instrucción Pública deniegan la propuesta por falta de motivación y por afectar a los intereses de la enseñanza.
Miembro de la Real Academia de Jurisprudencia y Legislación de Madrid.
En abril de 1919 desempeñó el cargo de vocal del tribunal de oposiciones a la cátedra de derecho administrativo vacante en la Universidad de Murcia. Fue recusado entonces por uno de los aspirantes, de nombre Nicolás Zorrillo Vicario, por «amistad íntima» con otro de ellos, que terminaría ganándola, Recaredo Fernández de Velasco. La recusación resultó desestimada por real orden de 30 de marzo.
Fue redactor de El Socialista, según se publicitaba en el semanario España de 13 de mayo de 1920, donde se daba un elenco de «redactores y colaboradores» que, entre los juristas, incluía a Camilo Barcia, Recaredo Fernández de Velasco y Manuel Pedroso.
Fue director o presidente de la Escuela Nueva, al menos desde 1924, y desde luego al recomenzar sus actividades a finales de 1925. A primeros de 1926, de hecho, la junta general elegía la junta directiva, que volvía a estar presidida por él, puesto que ocuparía hasta su fallecimiento. El primer artículo del estatuto de este centro pedagógico decía: «El objeto de esta Sociedad es crear al margen de todo partido político, un centro de estudios donde se eduque a las generaciones jóvenes para que adquieran mayor conocimiento de las doctrinas sociales y clara percepción de que es el gran deber revolucionario la competencia profesional, la aptitud para cada oficio, procurando atraer para esta obra de enseñanza y de acercamiento de una sociedad más justa, a aquellos elementos intelectuales que es su labor científica, literaria, artística, se hubieran impregnado de generosidad humana, y se hallen dispuestos a trabajar en ayuda de los más humildes». El Heraldo de Madrid, en edición de 19 de diciembre de 1925, «número visado por la censura», daba noticia del recomienzo de las actividades de la Escuela Nueva, «organismo que [tenía] como fin la capacitación de la clase proletaria», anunciando cursos de Álvaro de Albornoz, Manuel Pedroso (encargado de «las clases sobre doctrinas socialistas») y el propio Martí Jara. Tal Escuela Nueva fue además la promotora de la celebración del 11 de febrero, día de proclamación de la I República, autorizada por las autoridades gubernativas para el año 1926. En la circular aparecida en la revista Nuevo Régimen, 31-I-1926, dirigida a los círculos republicanos para darles las instrucciones precisas de la celebración, aparecía la firma de Martí Jara en segundo lugar, junto a otros correligionarios como Adolfo Álvarez Buylla, José Giral, Marcelino Domingo, Nicolás Salmerón, Rafael Guerra del Río y Álvaro Albornoz.
Entró a formar parte del Ateneo de Madrid tras la caída de la dictadura de Primo e integró la comisión para depurar las responsabilidades de la anterior junta directiva.

## Principales obras
- Municipalización de los servicios, memoria premiada por la Real Academia de Jurisprudencia y Legislación de Madrid, 1912.[1]
- Organización de los servicios municipales en París, Gobierno de la ciudad inglesa, Notas al estudio de la municipalización. Su estado en Inglaterra y La policía rural de las ordenanzas municipales de la provincia de Salamanca, memorias presentadas a la Junta para la Ampliación de Estudios (1912-13).[1]
- El gobierno de la ciudad inglesa: trabajo de investigación sobre el régimen local inglés, Madrid, Sáez Hnos., 1918.[1]
- (junto a Manuel Hilario Ayuso, Rafael Urbano, Roberto Castrovido y Joaquín Pi y Arsuaga), El Centenario de Pi y Margall. Ciclo de conferencias en la Escuela Nueva, Madrid, 1924. Autor de las «Palabras preliminares».[1]
- «Cocotología», en El Estudiante, núm. 10, 1925.[1]
- El Rey y el pueblo. El constitucionalismo de la postguerra y la propuesta de Constitución española, Madrid, Reus, 1929. Libro dedicado a Francisco Giner de los Ríos. Lo reseñó Antonio Royo Villanova en La Libertad, 27-XII-1929.[1]
- «Prólogo» de Alejo Hernández, Farsa de estudiantina, Madrid, 1930.[1]

Martí Jara fue además un conferenciante político: el 21 de abril de 1927, en el Centro de la Democracia Republicana, pronunció una conferencia sobre El constitucionalismo de posguerra. En enero de 1929 dictó otra, organizada por la Asociación Señoras Fraternidad Cívica y celebrada en la Casa de la Democracia, sobre «la figura de Miguel Morayta como profesor, como político y como orador» (conferencia reseñada en La Libertad, 22-I-1929). Y el 7 de abril de 1930 disertó sobre Gobiernos personales y gobiernos de masa en el Centro de Alianza Republicana de Alicante, contraponiendo los gobiernos despóticos de Rusia y Alemania demolidos por la guerra con las democracias sociales de posguerra (vid. reseña de la misma en La Libertad, 13-IV-1930). El 9 de abril pronunciaba otra en el Ateneo de Albacete sobre Democracia y reacción. El día 10 regresó de nuevo a Alicante, esta vez a participar en un mitin de Alianza Republicana.